# Sic
Sic [sík] nebo sic! je upozornění čtenáře, že takto označený text je přesná citace, nikoli chyba (např. tisková chyba). Latinské sīc je příslovce znamenající „takto“, „tak“, „právě tak“ a pochází z fráze sīc erat scriptum, „tak bylo napsáno“. 
V textu se obvykle uvádí v závorce, někdy ještě s vykřičníkem, a upozorňuje čtenáře, že nesprávný nebo neobvyklý pravopis, fráze, interpunkce, myšlenka nebo jiný předchozí jev je přesná reprodukce citovaného originálu, nikoli chyba přepisu, popřípadě má na danou formu nebo myšlenku upozornit a tak ji zdůraznit. Bývá vykládáno jako zkrácená forma fráze sic erat scriptum, tak bylo napsáno. Obvykle se sází kurzívou. Do hranatých závorek se vkládá zejména tehdy, když je nezbytné zdůraznit, že výraz není součástí citovaného textu (informace není získána přímo ze zdroje). Hranaté závorky se užívají i tehdy, je-li to úzus v daném oboru.

## Použití
Běžným příkladem mohou být citace historických textů nebo např. bibliografický záznam (v soupisu literatury aj.).
- AMICIS, Edmondo de. Srdce : kniha pro mládež. Italsky napsal Edmondo de Amicis ; nový autorisovaný překlad Karel Cvrk ; s 210 původními vyobrazeními, jež kreslili italští malíří Arnald Ferraguti, G. [sic] Nardi a A. G. Sartorio. Praha: tiskem i nákladem Graf. uměl. ústavu V. Neuberta a synů, 1932.

Původce textu (autor, redaktor, překladatel...) upozorňuje, že v záznamu je uvedena iniciála G., která je správně opsána z titulního listu citované knihy, ovšem ilustrátorem byl E. Nardi (Enrico).
- Výstavku pohledovách [sic!] lístků... Obnova. 1899, roč. 5, č. 25 (23. 6. 1899), s. 5. ISSN 1803-1455.

Původce textu (autor, redaktor, překladatel...) upozorňuje na překlep ve slově pohledových v názvu příspěvku v týdeníku Obnova (pohledový lístek = pohlednice).
Sic může být užito, aby poukázalo, že neobvyklý, archaický, nářeční aj. výraz či obrat je napsán přesně, anebo upozornit na pravopisnou, gramatickou či věcnou chybu v citovaném textu:
- „Já tady už nikdy nepřindu (sic),“ řekl a odjel domů do Brna.
- „Přijdu dýl (sic),“ řekl a šel si sednout do Slavie.
- „A nezapomeň koupit ten sejra (sic),“ zavolala paní Krausová na Pepíka.
- „Jdu nakrmit králíci (sic),“ řekl manželce a odjel s kamarády do Počernic.
- „Ničeho nelytuj (sic),“ říkalo její tetování.

Sic ve významu hle, pohleď, všimni si se užívá jako upozornění na důležitost některých pasáží textu. Výraz užívají také např. publicisté, komentátoři, aby upozornili na rozporuplná tvrzení, neetické výroky atp.[zdroj?] V takovém případě se pro zdůraznění rozporuplného tvrzení používá vykřičník, opět v hranatých závorkách.